# Phryganodes attenuata
Phryganodes attenuata is een vlinder uit de familie van de grasmotten (Crambidae). De wetenschappelijke naam van deze soort is voor het eerst gepubliceerd in 1899 door George Francis Hampson.
Deze soort komt voor op Ambon in Indonesië.